# Чуваська автономна область
Чуваська автономна область (Чуваська Трудова Комуна) — автономна область у складі РРФСР, була утворена 24 червня 1920 року декретом ВЦВК і РНК РРФСР. Центр — місто Чебоксари.

## Історія
У 1917 році було засновано Чуваське національне товариство, на початку 1918 року йому на заміну прийшли Чуваська військова рада та Чуваська центральна рада, які претендували на роль органу самоуправління чувашів. При скликанні Чуваської центральної ради передбачалося, що вона вестиме перемовини про входження чувашів до складу штату Ідель-Урал, який, втім, не відбувся через протидію більшовиків. Під час Громадянської війни чуваський національний рух розділився: частина підтримала Комітет членів Установчих зборів, частина — більшовиків. Останні до кінця 1918 року влилися до Компартії, а частина з них увійшла до складу Чуваського відділу при Наркомнаці. Відділ займався підготовкою проекту чуваської автономії, який зрештою був втілений з утворенням 24 червня 1920 року Чуваської автономної області.
У 1924 керівництво Чуваської автономної області офіційно вийшло з пропозицією про розширення меж області та надання їй статусу автономної республіки зі столицею в Симбірську.
21 квітня 1925 року область була перетворена в Чуваську АРСР, в яку були включені декілька повітів колишньої Казанської і Симбірської губерній з чуваським населенням; деякі терени з чуваським корінним населенням були віддані Татарській АРСР та Ульяновській області.

## Ресурси Інтернету
- У истоков Чувашской автономии [Архівовано 24 вересня 2015 у Wayback Machine.]
- Даниил Эльмень — герой или аутсайдер чувашской истории? [Архівовано 26 листопада 2015 у Wayback Machine.]